# Brighton Line

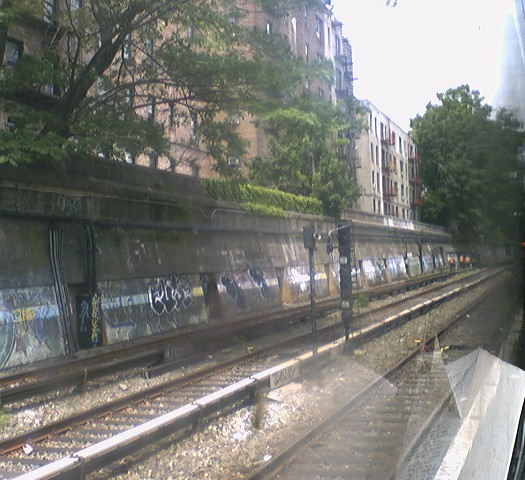

De Brighton Line, ook bekend als de Brighton Beach Line, is een metrolijn van de New York City Subway volledig gelegen in de borough Brooklyn van New York. Het traject wordt met een lokale bediening, stoppend aan alle stations, verzorgd door metrolijn Q. Op weekdagen wordt deze lokale bediening aangevuld door een sneldienst die enkel de grootste stations aandoet, en rijdt als metrolijn B. De zuidelijke terminus is het metrostation Coney Island-Stillwell Avenue in Coney Island, de lijn loopt vervolgens noordwaarts tot de sporen aan de Manhattan Bridge aansluiten op de Manhattan Bridge Branch van de Broadway Line in Manhattan. Het meest noordelijke station op de Brighton Line is DeKalb Avenue.
De oorsprong van de metrolijn was de in 1878 geopende dubbelsporige spoorlijn Brooklyn, Flatbush en Coney Island Railway. Toen deze spoorlijn in 1883 zijn aansluiting verloor op de Long Island Rail Road werd de spoorlijn hernoemd tot de lijn de Brooklyn en Brighton Beach Railroad, die uiteindelijk werd overgenomen door de Brooklyn Rapid Transit Company (BRT, later Brooklyn-Manhattan Transit Corporation of BMT). De lijn werd doorheen de jaren omgevormd tot gebruik voor metrostellen, de gelijkgrondse overwegen werden geëlimineerd en meermaals gemoderniseerd.

## Stations
De stations die bediend worden door de lijnen  en  zijn de stations waar zowel de sneltreinen als de lokale treinen stoppen.
Met het icoon van een rolstoel zijn de stations aangeduid die ingericht zijn in overeenstemming met de Americans with Disabilities Act van 1990.
| Station                              |  | Dienst |
| ------------------------------------ |  | ------ |
| DeKalb Avenue                        |  |        |
| Atlantic Avenue                      |  |        |
| 7th Avenue                           |  |        |
| Prospect Park                        |  |        |
| Parkside Avenue                      |  |        |
| Church Avenue                        |  |        |
| Beverley Road                        |  |        |
| Cortelyou Road                       |  |        |
| Newkirk Avenue                       |  |        |
| Avenue H                             |  |        |
| Avenue J                             |  |        |
| Avenue M                             |  |        |
| Kings Highway                        |  |        |
| Avenue U                             |  |        |
| Neck Road                            |  |        |
| Sheepshead Bay                       |  |        |
| Brighton Beach                       |  |        |
| Ocean Parkway                        |  |        |
| West Eighth Street-New York Aquarium |  |        |
| Coney Island-Stillwell Avenue        |  |        |

 ·  ·  ·  ·  ·  ·  ·  ·  · 